# Ronda
Ronda là một đô thị thuộc tỉnh Málaga, cộng đồng tự trị Andalusia, Tây Ban Nha. Đô thị này có diện tích 481,31 km², dân số năm 2009 là 36.827 người với mật độ 76,5 người/km². Ronda nằm cách tỉnh lỵ Málaga 100 km.

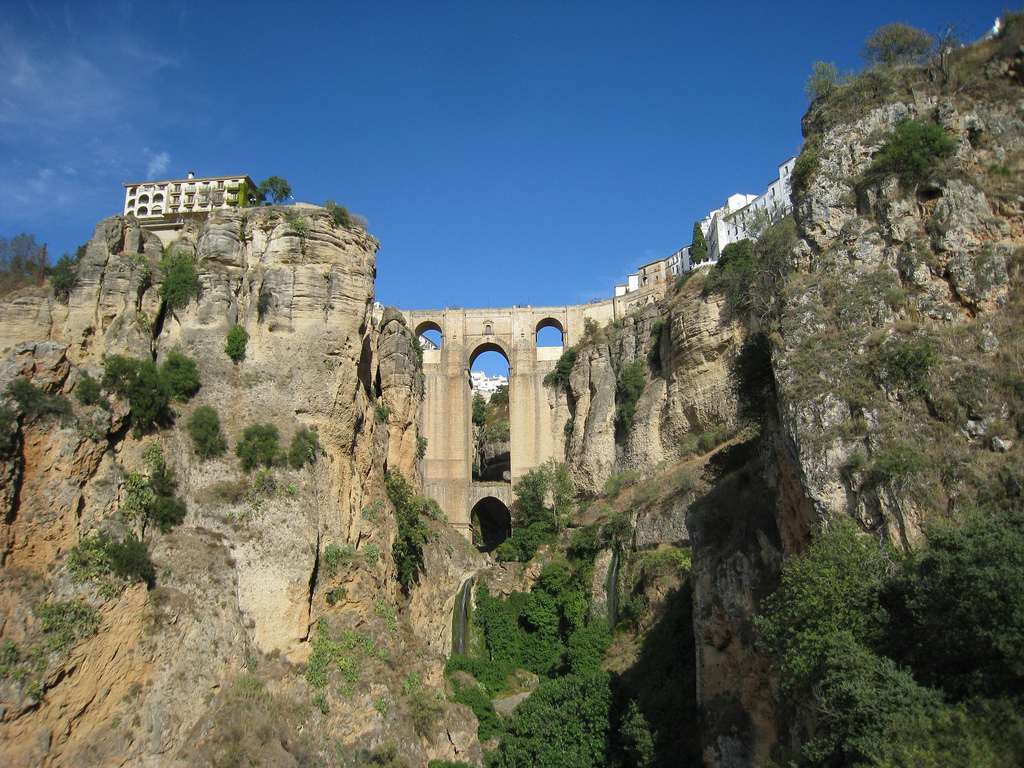
Cầu Puente Nuevo y la cornisa del Tajo.